# Marsel İlhan
Marsel İlhan (Samarcanda, 11 de Junho de 1987) é um tenista profissional turco, representa a Equipe Turca de Copa Davis, seu melhor ranking foi de N. 87 de simples, em 2011.
Encerrou o ano de 2011 como o número 111 do mundo.